# Аркадія-Лейкс (Південна Кароліна)
Аркадія-Лейкс (англ. Arcadia Lakes) — місто (англ. town) в США, в окрузі Ричленд штату Південна Кароліна. Населення — 865 осіб (2020).

## Географія
Аркадія-Лейкс розташована за координатами 34°3′6″ пн. ш. 80°57′47″ зх. д. / 34.05167° пн. ш. 80.96306° зх. д. (34.051617, -80.963108).  За даними Бюро перепису населення США в 2010 році місто мало площу 1,74 км², з яких 1,42 км² — суходіл та 0,32 км² — водойми.

## Демографія
Згідно з переписом 2010 року, у місті мешкала 861 особа в 391 домогосподарстві у складі 280 родин. Густота населення становила 496 осіб/км².  Було 407 помешкань (234/км²).
Расовий склад населення:
| - 90,5 % — білих - 4,9 % — чорних або афроамериканців - 3,5 % — азіатів |

До двох чи більше рас належало 0,8 %. Частка іспаномовних становила 1,9 % від усіх жителів.
За віковим діапазоном населення розподілялося таким чином: 15,4 % — особи молодші 18 років, 56,7 % — особи у віці 18—64 років, 27,9 % — особи у віці 65 років та старші. Медіана віку мешканця становила 55,4 року. На 100 осіб жіночої статі у місті припадало 99,3 чоловіків;  на 100 жінок у віці від 18 років та старших — 90,1 чоловіків також старших 18 років.
Середній дохід на одне домашнє господарство  становив 100 500 доларів США (медіана — 73 438), а середній дохід на одну сім'ю — 132 584 долари (медіана — 103 125). Медіана доходів становила 76 154 долари для чоловіків та 50 972 долари для жінок. За межею бідності перебувало 6,3 % осіб, у тому числі 21,0 % дітей у віці до 18 років та 2,8 % осіб у віці 65 років та старших.
Цивільне працевлаштоване населення становило 463 особи. Основні галузі зайнятості: освіта, охорона здоров'я та соціальна допомога — 29,4 %, науковці, спеціалісти, менеджери — 15,8 %, фінанси, страхування та нерухомість — 14,3 %.